# Maria Chiara Ortolani
Maria Chiara Ortolani (Loreto, 5 giugno 1997) è un'ex cestista italiana.

## Carriera
Guardia di 178 cm, ha giocato tre anni in serie A1 con Umbertide. Successivamente ha giocato in Serie A2 con Stabia Basket, San Giovanni Valdarno e la Fe.Ba Civitanova Marche.